# Menschen ohne Vaterland
Menschen ohne Vaterland ist ein Propaganda-Spielfilm der UFA aus dem Jahre 1937. Er spielt vor dem Hintergrund der Freikorpskämpfe von 1919 im Baltikum und basiert auf der Novelle „Der Mann ohne Vaterland“ von Gertrud von Brockdorff aus dem Jahr 1936.

## Handlung
Der Krieg ist verloren und die russischen Bolschewisten wollen in Deutschland einfallen. Die Hoffnungen des Vaterlandes ruhen auf Oberleutnant Maltzach, der den Feind mit seinen singenden Soldaten von der lettischen Hafenstadt Libau fernhält.
Eine gefährliche Spionin versucht im Bunde mit dem zwielichtigen Baron Fahlen, Waffen in die Hände der immerzu aufmüpfigen Libauer Bevölkerung zu spielen. Das 23-jährige braunäugige Flüchtlingsmädchen Irene Marellus gerät nicht nur in die Schusslinie der Geheimdienste, sondern ist auch in einem Liebesdreieck zwischen Maltzach und Fahlen gefangen.
Nachdem Maltzach den Waffen-Coup vereitelt hat, kommt es zum Showdown an der Front. Durch gezieltes Vernichtungsfeuer seiner Artillerie befreit Maltzach die zukünftige Braut aus der Hand der Bolschewisten.
Fahlen hat Pech, weil er erstens zu spät kommt und zweitens vom letzten noch lebenden Kommunisten erschossen wird. Zu seinem Trost stirbt er in einer deutschen Uniform mit dem beliebten Totenkopfabzeichen am Stahlhelm.

## Hintergrund
- Drehorte waren das Rhinluch in Brandenburg und Schloss Malchen in Mecklenburg.
- Anders als im Film suggeriert hatten die Schulterklappen der Oberleutnants 1919 nur einen Stern.

## Kritik
„Das mit Unwahrscheinlichkeiten und militärischem Übereifer gespickte Kriegsabenteuer wurde nach 1945 von den Alliierten Militärregierungen verboten.“